# 怪物パラ☆ダイス
『怪物パラ☆ダイス』（もんすたーぱらだいす）は、メイクソフトウェアが1997年7月17日に発売したプレイステーション用ボードゲーム。略称は「モンパラ」「怪パラ」。「モンスターパラダイス」と表記されたこともあるが、本来は誤り。さくまあきらのゲーム製作10周年記念作品。土居孝幸、こいでたく、関口和之と、初代『桃太郎伝説』のオリジナルメンバーが集結した。

## 概要
プレイヤーはトレジャーハンターとなり、「シャルル・ド・プリン13世」が住んでいた館に、彼が残した財宝のあるゴールを目指す。各イベントをこなしつつ、5つのマップの奥にある宝を手に入れるのが最終目的。
さくまが長年手がけてきた（TVゲームにおける）ボードゲームの総決算的な内容で、「面白いけど時間がかかりすぎる」と言われ続けた桃太郎電鉄シリーズに対して「ルールがシンプルで短時間で終わる」内容を目指した。

## 製作の背景
製作自体は発売の5年前から進んでおり、諸般の事情から一度お蔵入りになっていた。
時は流れて1996年、ジャンプ放送局を終了させて『チョコバナナ』というイラスト投稿雑誌を立ち上げたさくま。そこに載ったイラストからインスピレーションを得たさくまは、オリジナルモンスターが大挙出演するボードゲームの企画を再始動させた。「シャルル・ド・プリン13世」のモデルは、このゲームの作者さくまあきら。それだけに「脳内出血により他界」という設定は「シャレにならん」と知人一同から不評だったという。なお、のちの2012年にさくまは本当に脳内出血で入院することとなった。
年末年始の「桃鉄」と並んで毎年夏に出したいと、「2」の企画を立てていたり、発売前から多機種への移植の話が出ていた「モンパラ」だが、スタッフとの意識の温度差や作品の出来への不満等の理由により全て断ってしまった。CB投稿者たちによる「4コマ劇場」も、募集はしたもののやはり出版を断念した。だが、さくまの「チョコバナナ発のゲーム」という構想自体は、のちに『さくま式人生ゲーム』に受け継がれる。

## システム・ルール
プレイ人数は1〜8人（マルチタップを両方に繋いだ場合）。1人で遊ぶ場合はコンピューターが代行する。4種類のキャラクター（男3人、女1人）が選べるが、能力に違いはない（CPUが操作する場合、思考ルーチンに若干の違いが出る）。複数のプレイヤーが同じキャラクターを選ぶことも出来る。服の色は、誰を選んでも1P青、2P赤、3P黄、4P緑で、桃太郎電鉄シリーズを彷彿とさせる。
4つのステージに分かれており、プレイヤーはサイコロを振って進み、ステージごとの最後のマスを目指す。最後のマスを通過すると、次のステージのスタートマスに行ける。最終（第四）ステージのみ財宝マスがあり、ここに突入したプレイヤーは再度サイコロを振る。ここで1が出れば最終ボスとの戦闘になり、出なければその数の分だけ戻る。最終ボスとの戦闘に勝てばゲームクリアー、優勝者となる。
初期体力は30。青い「プラスマス」に止まると体力が増え、赤い「マイナスマス」に止まると体力が減る。いずれもサイコロの出た目で数値が決まる。
カードを入手すると、サイコロを振る代わりにカードを使用することが出来る。効果は、自分の体力を増やす、相手を妨害するなど様々。戦闘中のみもしくは移動中のみ使えるカードがほとんど。
プラス・マイナス・カードの3種のマスに止まると、ランダムでモンスターとの戦闘が発生する。また、複数のプレイヤーが同じマスに止まると、後からマスに入った方が先攻で、プレイヤー同士の戦闘が発生する。
戦闘はRPGのようなコマンドで(戦う、逃げる、カード、カードを盗む)の4つの行動を取ることが可能だが、どちらかの体力が尽きるまで戦うことになる。攻撃は全てサイコロで行われ、出た目の数だけ相手にダメージを与えられる。相手のカードを盗んだり、自分がカードを使うことも可能。負けた（体力0になった）場合、そのステージのスタートまで戻されてしまう。その際サイコロを振って体力を回復し、また一からやり直さないといけない。複数のサイコロを振って「ゾロ目」が出た場合、出た数値の倍の効果が与えられる。例えば戦闘中、サイコロ2個で攻撃して2:2のゾロ目が出たら、2+2のさらに二倍で8のダメージが与えられる。マップ上、各マスでのサイコロによる体力増減も同じ。
システムの全てが「体力」と「サイコロ（ダイス）」に集約されている。カードを買う際に支払うのも体力で、「お金」の概念は存在しない。経験値やレベルも存在せず、体力は（上げようと思えば）最大999まであげられる。

## 主なモンスター
そもそもこの企画は、上記の『チョコバナナ』の投稿イラストのモンスターを使ってゲームを作る、というところから始まった。そのようなわけで、同誌の投稿者たちがデザインしたモンスターが多数出演している。さらに10周年を記念して、さくまあきらの友人である業界人たちがモンスターのデザインを提供した。これらはクレジットでは「チョコバナナオールスターズ」とされている（スタッフロールでは、モンスターとデザイン担当を一人一人確認できる）。
チョコバナナの投稿から採用されたモンスター
括弧内は雑誌掲載時のペンネーム。スタッフロール等では本名で載っている人もいる。
- カオシリベー（作：蚕わかな） ゲーム誕生の直接のきっかけになった作品その1。
- ワー（作：も） ゲーム誕生の直接のきっかけになった作品その2。
- ポー（作：ヤングダックス）
- ビブ（作：ヂュゲムP助）
- ヴァイスピエロ（作：染井はいど）
- ルク（作：東雲まほろ）
- ようこそ（作：ユメみるバカねこ）
- ゴーゴースト（作：空龍あるふぁ）
- ギロチンゴースト（作：酒喜丸）
- ガーディアン（作：KANERU-S）
- ブルーハート（ボスモンスター）（作：幻想鬼）
- クリムゾン（ボスモンスター）（作：幻想鬼） 1～4巻まで連続で大賞を取った投稿者。
- アニマフランケン（ボスモンスター）（作：も）

モンスターをデザインした業界人（「」内がモンスター名）
- 山本貴嗣 「ドラキュラ」
- 土居孝幸 モンスターも含めた、本作のメインキャラデザイン。
- えびなみつる 「落ち武者」
- 榎本43歳 「えのピー」のモデル。自身も「オオカミ男」をデザイン。
- 澤良一 「ハロウィン」
- 菊地晃弘 「ワーニンキャット」
- 堀井雄二 ボスモンスター「トンテンカン」
- 西尾仁志 「ガーゴイル」
- 大川清介 「ゾンビ男」
- ひろたたけし 「ガイコツ門番」
- こいでたく プレイヤーキャラデザインと、モンスター「トゥーム・ラット」「クレージー・ドッグ」ボスモンスター「カーミラ」デザイン。
- 岡本吉起 「火の玉」
- かすやたかひろ 「ミイラ男」
- 桝田省治 ボスモンスター「ドンチ」（「ドンチ」という名前は、モンスターの顔が井沢ひろしに似ていると、さくまが命名。[8]）
- AKIMAN ボスモンスター「ヅーラフランケン」

## スタッフ
- ゲームデザイン／さくまあきら
- ゲームミュージック／関口和之
- メインキャラデザイン／土居孝幸
- プレイヤーキャラデザイン／こいでたく
- マップデザイン／こいでたく・宍戸聡
- 進行／佐久間真理子・牧野正
- 音楽協力／フォニックス・笹沢一宏・辻邦博
- 開発／メイクソフトウェア
- 販売／エレクトロニックアーツ・ビクター
- 佐藤憲亮／戦闘画面担当

さくまの事務所のメンバー。「チョコバナナ」1～4巻の選考スタッフでもある。
- 石関秀行／敵キャラ発注担当

「チョコバナナ」3巻に登場。さくまが採用したモンスターの作者に、承諾書を送る。承諾が出たら前・後ろ・横の絵を発注。という流れを説明した。
- AKD／女湯原画担当

「チョコバナナ」投稿者。のちに名誉会員・光組26番になる。

## 主題歌
- 「ランデヴー」作詞：市原真紀 作曲：関口和之 編曲：宮路一昭・村山知義 歌：パープルウォーム（松尾奈々恵） 発売元：東芝EMI（TYDY-2095）

ゲーム中では開始前の準備画面で流れる。ただし、インストゥルメンタルで、歌詞も曲名もない。間奏で榎本一夫のラップが入る。パープルウォームは、ジャンプ放送局の頃より活躍していた投稿者。「チョコバナナ」での会員番号は光組2番。8cmCDでありながら、ゲームで使用されたBGMが3曲収録されている。実質、この作品の唯一のサウンドトラックでもある。パッケージ裏表紙には「チョコバナナ」の宣伝とパープルウォームの全身写真が載っている。その写真を撮ったのはアニメ監督のひろたたけし。レコーディングに立会い、彼女の度胸や本番強さを気に入ったとのこと。